# Philippe Dubois (bowling)
Pour les articles homonymes, voir Philippe Dubois et Dubois.
Philippe Dubois, né le 25 août 1951, est un champion français de bowling autrefois licencié au bowling de Paris (proche du jardin d'acclimatation, et définitivement fermé en 2004). 

## Palmarès

### Championnats du monde
- 3e par équipes de cinq au championnat du monde de 1995 (avec François Sacco, Giovannetti, Laucris, et Bouchereau) (à Reno (Nevada));
- 4e par équipes de cinq au championnat du monde de 1979 (avec Bernard Pujol, Jean-Claude Bénichou, Arama, et Marengo) (à Manille);

### Coupe du Monde
- Vainqueur de la Coupe du monde AMF de 1979 (à Bangkok);

### Championnats d'Europe
- Champion d'Europe par équipes de cinq en 1977 (avec Bernard Pujol, Honr, Lesourd, et Gournay) (à Helsinki);

### Championnats de France
- Double champion de France individuel, en 1970 et 1975.